# آردا ماندیکیان
آردا ماندیکیان (انگلیسی: Arda Mandikian؛ ۱ سپتامبر ۱۹۲۴ – ۸ نوامبر ۲۰۰۹) یک خواننده اپرا و آهنگساز ارمنی‌تبار اهل یونان بود.

## زندگی‌نامه
ماندیکیان در سال ۱۹۲۴ میلادی در ازمیر ترکیه به دنیا آمد. والدین وی گریگور ماندیکیان (Krikor Mandikian) و بئاتریک آنانیان (Beatrike Ananian) از بازماندگان نسل‌کشی ارمنی‌ها بودند. خانواده به آتن یونان گریختند و ماندیکیان به کنسرواتوار آتن فرستاده شد جایی که وی زیر نظر البیرا د ایدالگو آموزش دید. زمانی که وی ۱۵ سال سن داشت به همراه ماریا کالاس نخستین اجرای اپرایی خویش را اجرا نمود. در سال ۱۹۴۸ به بریتانیا سفر نمود و آهنگساز و پژوهشگر اتریشی Egon Wellesz را ملاقات نمود. در سال ۱۹۵۳ وی نقش‌های اصلی را در اپراهای پاریس و لندن ایفا نمود. در همان سال در کاونت گاردن لندن اپرای پیتر گریمز اثر بنجامین بریتن را اجرا نمود؛ و در سال ۱۹۵۴ دوباره در تالار اپرای سلطنتی لندن، در Le Coq d’or اثر نیکولای ریمسکی-کورساکف حضور یافت. در سال ۱۹۵۴ وی نخستین سرود دلفی را جشنواره الدبرو اجرا نمود. در دهه ۱۹۶۰ میلادی مادرش بیمار شد و برای مراقبت از وی به یونان بازگشت. ماندیکیان در سال ۲۰۰۹ در آتن درگذشت.